# Микеле Чипола
Микеле Чипола (итал. Michele Cipolla; Палермо, 28. октобар 1880 — Палермо, 7. септембар 1947) је био италијански математичар.